# La Part de l'autre
Ne doit pas être confondu avec La Part de l'autre (téléfilm).

Carte politique de l'Europe après la guerre germano-polonaise.

La Part de l'autre est un roman d’Éric-Emmanuel Schmitt, paru en 2001 chez Albin Michel. Il s'agit d'une biographie romancée d'Adolf Hitler en parallèle avec une biographie uchronique d'Adolf H.

## Thème
La Part de l'autre est une biographie romancée d'Adolf Hitler en parallèle avec une biographie uchronique d'Adolf H.,,.
Selon Schmitt, « la minute qui a changé le cours du monde » est celle où l'un des membres du jury de l'École des beaux-arts de Vienne prononça la phrase « Adolf Hitler : recalé ».
Le personnage historique échoue au début du roman au concours d'entrée à l'École des beaux-arts de Vienne et commence à descendre le chemin qui le mènera à la direction du parti nazi puis de l'Allemagne. Adolf H., quant à lui, entre dans cette école et découvre un monde et des sentiments que son double n'a jamais connus d'après Schmitt.
Dans la version où il est admis à l'École des beaux-arts, Adolf H. rencontre très vite le docteur Sigmund Freud, reconnu comme le créateur de la psychanalyse et héros d'une pièce de théâtre de Schmitt, Le Visiteur.
En 2015, Schmitt estime que La Part de l'autre est le livre le plus lu sur l'ensemble de son œuvre.

## Résumé
Le livre comprend deux scénarios parallèles :
Tout d’abord, c’est la vie d’Adolf Hitler qui est décrite, du 8 octobre 1908 jusqu’à sa mort le 30 avril 1945, ce qui inclut les conséquences de sa dictature comme la guerre froide, la partition de l'Allemagne et la fondation d'Israël.
L’intrigue fictive nous montre le parcours de vie tout à fait opposé d’Adolf H :
Hitler, qui dans cette intrigue sera toujours appelé Adolf H., est admis à l’Académie des Beaux-Arts de Vienne le 8 octobre 1908. Cependant, il s’évanouit pendant un cours de dessin avec des modèles nus. Désespérément il consulte Eduard Bloch, son médecin de famille, qui l’envoie chez un certain Sigmund Freud. Celui-ci diagnostique chez son patient un Complexe d'Œdipe, dû au fait qu’à plusieurs reprises la mère de H. a été battue par son père. Après la mort de son père, puis celle de sa mère, H. a ressenti un double sentiment de culpabilité. Après plusieurs séances, Freud réussit à guérir son patient. Diverses aventures amoureuses dans la vie nocturne viennoise permettent à Adolf H. de surmonter complètement ses blocages sexuels.
Quand se déclenche la guerre en 1914, Adolf H. est incorporé et envoyé sur le front français. Au cours de la guerre, il devient pacifiste.
La guerre finie, il s’installe à Paris pour renouer avec sa vie d’artiste. Il rejoint le groupe qui entoure André Breton, se tourne vers le surréalisme et devient un peintre en vue au sein de ce mouvement artistique. Il commence également une relation passionnée avec une Française mais celle-ci étant morte de maladie, Adolf H. abandonne sa carrière artistique active et s’installe à Berlin où il devient professeur d'art.
À Berlin, Adolf H. retrouve une amie de Paris, Sarah Rubinstein, qui a brillamment réussi dans la parfumerie. Elle l’encourage à renouer avec la peinture. Commence entre les deux une relation passionnée qui aboutit à un mariage. De cette union naissent des jumeaux.
Au cours des années 1940 et 1950, Adolf H. devient un artiste connu dans le monde entier. Son fils Rembrandt, devenu un physicien célèbre, travaille au programme spatial allemand, sa fille Sophie épouse un Américain et entre dans le monde du cinéma aux États-Unis. Après la mort de sa femme, son étoile pâlit dans les années 1960 ; Adolf H. émigre en Californie et consacre le reste de sa vie à la lithographie, tout en passant une grande partie de son temps avec ses trois petits-enfants. En 1970, Adolf H. meurt paisiblement entouré des siens.

### Le cours des évènements dans ce monde parallèle
Du fait que la dictature hitlérienne n'a pas lieu, les événements politiques mondiaux se déroulent de façon tout à fait différente ; le livre nous les montre d'une manière assez brève.
En Allemagne par exemple, au début des années 1930, ce ne sont pas les nationaux-socialistes qui sont au pouvoir, mais un gouvernement conservateur soutenu par l'armée, avec Ludwig Beck comme chancelier du Reich. Ce régime, autoritaire sans être totalitaire, ne jouit au sein du peuple allemand que d'une approbation modérée.
L'Autriche et la Tchécoslovaquie ne sont pas annexées par l'Allemagne mais sont ses partenaires économiques les plus importants. En 1939, malgré tout, l'Allemagne attaque la Pologne qui est vaincue au terme d’une courte guerre. Comme la Grande-Bretagne et la France sont restées neutres, le conflit s’arrête là, et la Seconde Guerre mondiale n'aura jamais lieu.
La Pologne doit rétrocéder à l'Allemagne les territoires que lui a accordés le traité de Versailles. Comme la majorité des Allemands considèrent que l'honneur de leur pays a été restauré, les groupes politiques radicaux perdent du terrain. Progressivement, par conséquent, le pays redevient une démocratie et l'un des États les plus avancés au monde pour l'intégration des Juifs. L'antisémitisme, dont Joseph Goebbels est un des représentants les plus connus, devient en Allemagne un « phénomène gênant mais marginal ».
Le développement de l’Allemagne fait d’elle sur le plan économique le pays le plus puissant du monde, tandis que Berlin devient une métropole multiculturelle. En outre, ce sont les Allemands qui envoient dans l'espace le premier satellite artificiel, et réussissent en 1970 le premier alunissage.
L'Holocauste et la fondation d'Israël n'ont jamais eu lieu. Malgré de nombreux partisans du sionisme, la pression de la population arabe oblige les Britanniques à faire cesser l'immigration des Juifs en Palestine.
En Union soviétique, un soulèvement populaire renverse le régime communiste au début des années 1960.
La Seconde Guerre mondiale ne s'est pas produite, les États-Unis n’accèdent pas au statut de superpuissance, et sont considérés comme un pays plutôt vieux jeu.